# Калоло
Кало́ло (англ. Kalolo) — традиційна громада у складі дистрикту Лілонгве Центрального регіону Малаві.
Населення — 177087 осіб (2018).